# Acacia holocarpa
Acacia holocarpa é uma espécie de leguminosa do gênero Acacia, pertencente à família Fabaceae.